# Eublemma rufolineata
Eublemma rufolineata là một loài bướm đêm trong họ Erebidae.